# Maghreb Association Sportive de Fez
O Maghreb Association Sportive de Fez é um clube de futebol com sede em Fez, Marrocos. A equipe compete no Campeonato Marroquino de Futebol.

## História
O clube foi fundado em 1946.
A equipa do Maghreb Fez é considerada uma das equipas fundadoras do futebol marroquino. Desde sua fundação em 1946, desempenhou um papel pioneiro, pois foi o primeiro time não francês a chegar à premiação da Copa da França, mas se encontrou com o grande e famoso time Estrela Vermelha da época.

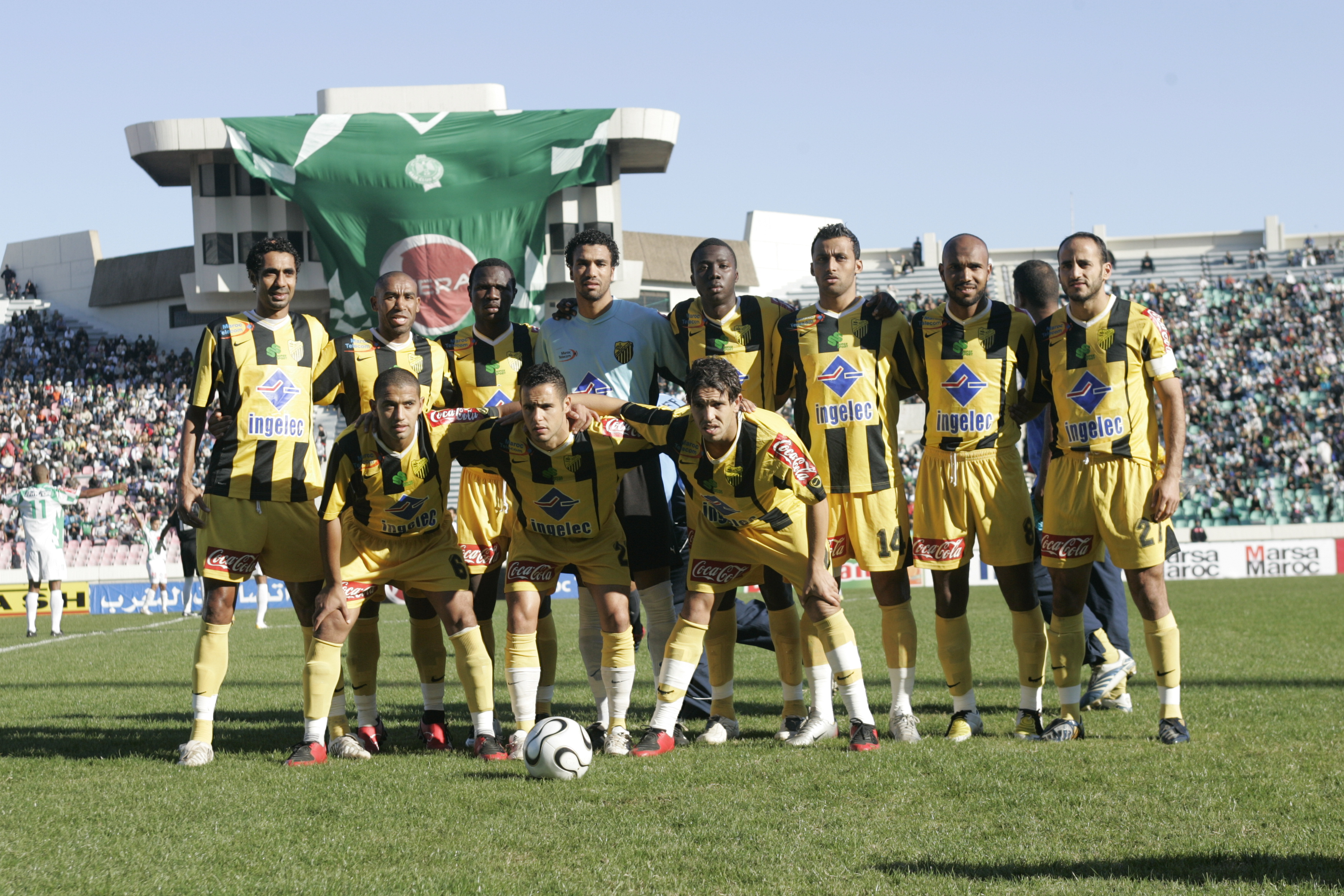
Maghreb Fez contra o Raja em 2008

O clube participou da  Copa Internacional de Clubes Mohamed V de 1980, ficando com o terceiro lugar na classificação final após perder nas semifinais para o Internacional de Porto Alegre. Na disputa de Terceiro Lugar, o clube enfrentou o PFK CSKA Sofia, infelizmente não tem registros sobre esse jogo, apenas afirmações que o Maghreb foi o vencedor.

## Títulos
| CONTINENTAIS | CONTINENTAIS                  | CONTINENTAIS | CONTINENTAIS                        |
|              | Competição                    | Títulos      | Temporadas                          |
| ------------ | ----------------------------- | ------------ | ----------------------------------- |
|              | Copa das Confederações da CAF | 1            | 2011                                |
|              | Supercopa da CAF              | 1            | 2012                                |
| NACIONAIS    |                               |              |                                     |
|              | Competição                    | Títulos      | Temporadas                          |
| Marrocos     | Botola 1                      | 4            | 1964–65, 1978–79, 1982–83, 1984–85. |
| Marrocos     | Taça do Trono                 | 4            | 1980, 1988, 2011, 2016.             |
| Marrocos     | Botola 2                      | 2            | 1997, 2006.                         |

### Destaques
- Botola 1 :7X vice-campeão :  1961, 1969, 1973, 1975, 1978, 1989, 2011.
- Taça do Trono :8X vice-campeão : 1966, 1971, 1974, 1993, 2001, 2002, 2008, 2010.

## Desempenho em competições da CAF
Liga dos Campeões da CAF3 participações
- 1984  - Quartos-de-final
- 1986  - Segunda Rodada
- 2012  - Segunda Rodada

Copa das Confederações da CAF5 participações
- 2009  - Primeira Rodada
- 2011  - Campeão
- 2012  - Rodada play-off
- 2014  - Primeira Rodada
- 2017  - Rodada play-off

Recopa Africana2 participações
- 1990  - Segunda Rodada
- 2003  - Primeira Rodada

Supercopa da CAF1 participações
- 2012  - Campeão

## Posições no campeonato

### Participações
|  | Participações em 2021 |

| Competição | Competição                    | Temporadas | Melhor campanha                              | Estreia | Última  | P | R |
| Marrocos   | Botola Pro                    | 58         | Campeão (1964-65, 1978-79, 1982-83, 1984-85) | 1956-57 | 2021    |   | 3 |
| Marrocos   | Taça do Trono                 | ?          | Campeão (1980, 1988, 2011, 2016)             | ?       | 2018    |   |   |
| Marrocos   | Botola 2                      | 07         | Campeão (1996-97, 2005-06)                   | 1995-96 | 2019-20 | 3 |   |
| Marrocos   | Liga dos Campeões da CAF      | 03         | quartas de final (1984)                      | 1984    | 2012    |   |   |
| Marrocos   | Copa das Confederações da CAF | 05         | Campeão (2011)                               | 2009    | 2017    |   |   |
| Marrocos   | Supercopa da CAF              | 01         | Campeão (2012)                               | 2012    | 2012    |   |   |
| Marrocos   | Recopa Africana               | 02         | 2° fase (1990)                               | 1990    | 2003    |   |   |

## Treinadores
| - Alexandru Moldovan (1995–96) - Ivica Todorov (1996–97) - Aurel Ticleanu (1997–99) - Zaki Badou (July 1, 2001 – June 30, 2002) - Aurel Ticleanu (2002) - Aziz El Amri (2002–03) - Aurel Ticleanu (2003–04) - Jaouad Milani (2004–06) - Abderrazak Khairi (2006) - Oscar Fulloné (2007) - Pierre Lechantre (2007 – Jan 08) - Jean-Christian Lang (2008) | - Lamine N'Diaye (July 1, 2008–09) - Mohamed Fakhir (2009) - Abdelhadi Sektioui (2010) - Rachid Taoussi (2010–12) - Tarik Sektioui (2012) - Azzedine Aït Djoudi (Oct 30, 2012 – June 30, 2013) - Tarik Sektioui (July 1, 2013 – Oct 14, 2013) - Charly Rössli (Nov 1, 2013 – Feb 18, 2014) - Abderrahim Taleb (2014) - Franck Dumas (Aug 2014–14) - Rachid Taoussi (2015) - Denis Lavagne (2015– March 2016) - Mohamed Al Achhabi (2016– 20??) |